# Sk8 the Infinity
Sk8 the Infinity (jap. SK∞ エスケーエイト) ist eine japanische Anime-Fernsehserie von Studio Bones aus dem Jahr 2021. Sie erzählt von einer Gruppe junger Skater, die sich bei illegalen Rennen miteinander messen, wurde als Manga adaptiert und international veröffentlicht.

## Inhalt
Oberschüler Reki Kyan (喜屋武 暦) ist begeisterter Skateboarder und nimmt häufiger heimlich an illegalen Rennen im „S“ teil, einer Rennstrecke in einer alten Mine, wo sich zur Nacht die Skater Okinawas treffen. Sie treten auch in Beefs gegeneinander an, die nicht selten gefährlich ausgehen. Als mit Langa Hasegawa (馳河 ランガ) ein neuer Schüler, der in Kanada aufgewachsen ist, in seine Klasse kommt, nimmt Reki ihn dorthin mit. Und schon bald stellt sich heraus, dass Langa nicht nur am Skaten interessiert ist, sondern als Snowboarder von klein auf auch viel Erfahrung mitbringt. Unter der Anleitung von Reki, der ihm die Grundlagen in dieser doch etwas anderen Sportart beibringt, wächst Langa schnell über seinen Freund hinaus. Außerdem baut Reki ihm ein individuell zugeschnittenes Board. So gewinnt Langa überraschend gegen die in S bekannten Skater „Shadow“, der gern mit üblen Tricks arbeitet, und dann gegen den im nationalen Team antretenden, deutlich jüngeren Miya. So erlangt Langa schnell Bekanntheit unter den Besuchern von S. Die trennen strikt zwischen ihren Nächten auf dem Skateboard und ihrem Alltag – über die Geschehnisse in S andernorts zu reden, ist Tabu. Und wie Shadow sind auch einige weitere in Verkleidung und Pseudonym beim nächtlichen Skaten, darunter der als „Joe“ bekannte Koch und „Cherry Blossom“, der tagsüber ein angesehener Kalligrafiekünstler ist.
Nach dem Sieg taucht ein legendärer Skater auf, der gegen Langa antritt: Adam, der S einst gründete. Bei ihm handelt es sich um einen lokalen Politiker, der S protegiert und der als begeisterter, aber auch skrupelloser, sadistischer und unberechenbarer Skater bekannt ist. Sein Wettkampf mit Langa wird dennoch überraschend knapp – ehe er von der Polizei abgebrochen wird und alle fliehen. Adam ist als Politiker auch neben S in einige illegale Aktivitäten und Machtkämpfe verwickelt, sodass ihm nun eine ambitionierte Ermittlerin im Nacken sitzt. Zur gleichen Zeit wird Reki der Kampf gegen Adam zu gefährlich und er lässt sich von Langa versprechen, nicht erneut gegen ihn anzutreten.
Obwohl Langa versprochen hat, nicht mehr anzutreten, ist er weiterhin oft mit Reki bei S. Die früheren Konkurrenten Shadow und Miya werden zu Freunden, ebenso Joe und Cherry. Doch während Adam einen Wettbewerb ankündigt, muss Reki feststellen, wie Langa mit seinen Skaterkünsten an ihm vorbeizieht – er ist bei S als „Snow“ allen bekannt und misst sich mit den Besten. Reki weiß nicht, ob Skaten noch das Richtige für ihn ist und bleibt seinen Freunden fern, zumal Langa trotz seines Versprechens bei Adams Wettbewerb mitmachen will. Dann merkt Reki durch seinen Chef, bei dem er nebenbei im Skateboardladen jobbt, durch eine Konfrontation mit anderen Skatern und Tadashi und beim heimlichen Beobachten von Langa, dass er zwar nicht so gut wie er sein kann, aber seinen Freund unterstützen will. Der hatte ohne Reki schon begonnen, den Spaß am Skaten zu verlieren, der nun mit Reki zurückkehrt. Beim Wettbewerb tritt schließlich auch ein geheimnisvoller neuer Skater auf, der Adam ebenbürtig zu sein scheint. Es handelt sich um dessen Diener Tadashi, der ihm einst das Skaten beibrachte und ihn nun davor bewahren will, dass Adam sich zu sehr darin verliert und seine Karriere aufs Spiel setzt – zumal sein Herr schon lange keinen richtigen Spaß mehr daran hat, sondern eine große Verbitterung und innere Einsamkeit hegt und den oder die eine, ihm Ebenbürtigen sucht, seine „Eva“. Nun hat er Langa als Kandidat dafür auserkoren. Als der Wettbewerb voranschreitet, erkennt Tadashi, dass Langa mit seinem Können und seiner Freude am Skaten Adam von seiner Verbitterung heilen kann und lässt ihm den Vortritt. Adam besiegt den nun auch antretenden Reki überraschend nur knapp, was dessen neu gewonnener Begeisterung am Skaten keinen Abbruch tut. Im besonders gefährlichen Finale kann Langa Adam knapp besiegen und zeigt ihm, dass auch er nicht einsam ist und wieder Freude am Skaten haben kann.

## Produktion und Veröffentlichung
Die Serie entstand nach einem Konzept von Ichiro Okouchi bei Studio Bones. Regie führte Hiroko Utsumi und die künstlerische Leitung lag bei Yumiko Kondō. Das Charakterdesign stammt von Michinori Chiba. Die Arbeiten an 3D-Animationen leitete Yōta Andō, für den Ton war Masafumi Mima verantwortlich und für die Kameraführung war Masataka Ikegami zuständig.
Die Folgen wurden zwischen dem 9. Januar und 3. April 2021 von TV Asahi in Japan ausgestrahlt. International wurde der Anime parallel per Streaming veröffentlicht, unter anderem auf der Plattform Wakanim mit deutschen Untertiteln, sowie mit französischen, russischen und englischen Untertiteln. In anderen Regionen und Sprachen wurde die Serie von Funimation Entertainment und AnimeLab veröffentlicht.
Eine zweite Staffel sowie eine OVA-Episode wurden im August 2022 angekündigt. Die OVA-Episode mit dem Titel SK8 the Infinity Extra Part startete am 24. Januar 2025 in einigen japanischen Kinos und wurde am 19. März 2025 auf Blu-ray veröffentlicht. Am gleichen Tag wurde sie international von Crunchyroll veröffentlicht, wo nach Übernahme von Wakanim zwischenzeitlich auch die Fernsehserie verfügbar wurde. Die Zusatzfolge erzählt kurze Episoden über den Alltag oder die Vergangenheit der Hauptcharaktere aus der Serie.

### Synchronisation
| Rolle           | japanische Sprecher (Seiyū) |
| --------------- | --------------------------- |
| Reki            | Tasuku Hatanaka             |
| Langa           | Chiaki Kobayashi            |
| Shadow          | Kenta Miyake                |
| Joe             | Yasunori Matsumoto          |
| Cherry Blossom  | Hikaru Midorikawa           |
| Miya            | Takuma Nagatsuka            |
| Adam            | Takehito Koyasu             |
| Tadashi Kikuchi | Kensho Ono                  |

### Musik
Komponist der Filmmusik war Ryō Takahashi. Das Opening wurde unterlegt mit dem Lied Paradise von Rude-α und das Abspannlied ist Infinity von Yūri.

## Manga
Zum Anime erscheint seit 11. Januar 2021 eine Mangaserie im Magazin Young Ace Up bei Kadokawa Shoten. Sie wird geschrieben und gezeichnet von Toriyasu und erzählt als Ableger der Anime-Geschichte Erzählungen über die Freundschaft zwischen den Charakteren der Fernsehserie.